# Deutsch Lehren Lernen
Deutsch Lehren Lernen (na hrvatskom jeziku: Učenje podučavanja njemačkoga; kratica DLL) program je stručnog usavršavanja za nastavnike koji predaju njemački kao strani jezik, u organizaciji Goethe-Instituta u Münchenu i regionalnih Goethe-Instituta diljem svijeta. Ovaj program se, u skladu sa svojim ciljevima, uglavnom koristi u sklopu stručnog usavršavanja, no primjenjuju ga i sveučilišta u obrazovanju nastavnika njemačkog kao stranog jezika.

## Povijest
Program DLL razvijen je 2010. godine na osnovi stručnog mišljenja utemeljenog na analizi i kritičkoj provjeri postojeće ponude stručnih usavršavanja razvijenih tijekom proteklih 20 godina i provedenog po nalogu Goethe-Instituta. Pritom su uzeti u obzir razvoj stručno-didaktičnih istraživanja, istraživanja struke te mogućnosti koje sa sobom nosi digitalizacija. Skupina stručnjaka, sastavljena od predstavnika Goethe-Instituta i suradnika iz sveučilišta u Bochumu, Darmstadtu, Gießenu i Jeni, dobila je zadatak pripremiti kurikul stručnog usavršavanja na osnovu navedenog stručnog mišljenja te sudjelovati u razvoju i izradi odgovarajućih materijala. U jesen 2012. godine diljem svijeta počeo je pilot-projekt za prvu tematsku cjelinu. Tijekom 2016. postojalo je već šest tematskih cjelina (tzv. modula) koje čine osnovu programa: prve dvije cjeline bave se glavnim sudionicima nastave, nastavnicima (1) i učenicima (2), dok je cjelina 3 fokusirana njemački jezik kao medij i cilj nastave. Sljedeće teme čine osnovni program potpunim: interakcija kao uvjet jezičnog djelovanja (4), materijali i mediji (5) te kurikularne odredbe i planiranje nastave (6). Program DLL od 2018. godine obuhvaća 12 tematskih cjelina.

## Pristup i struktura
Program DLL stavlja nastavnike i njihovo shvaćanje nastavnog procesa u središte djelovanja. Važno je stvoriti dosljednu povezanost s nastavom kako bi se nastavnicima u različitim kontekstima omogućilo iskazivanje vlastitih pogleda na podučavanje i učenje. Velika ponuda kratkih video-snimki dokumentirane nastave koje potiču na dijalog o tuđoj i vlastitoj nastavi, direktno povezuje program s nastavom, čemu su namijenjeni i pripadajući zadaci. Učenje je usmjereno na partnerski rad i rad u malim grupama, što potiče dijalog i kooperativno učenje, a sve to podupiru odgovarajući zadaci. Središnji instrument stručnog usavršavanja čini projekt istraživanja prakse (Praxiserkundungsprojekt – PEP). Razvijen je na osnovu koncepta akcijskog istraživanja i potiče učenje iz iskustva, popraćeno promišljanjem: cilj nije samo motivirati sudionike da usvoje istraživačku perspektivu prema svojoj i prikazanoj dokumentiranoj nastavi, nego ih i ohrabriti da iskušaju nešto novo (vidi istraživačko učenje). Program DLL fokusira se na nastavu u odnosu na osobe i iskustva, a pritom uvijek uzima u obzir didaktičke teorije i stručno-didaktička istraživanja. Klasične teme kao što su uloga vještina ili gramatike u nastavi integrirane su u pojedine cjeline. Ovaj pristup usmjeren je na komunikativnu nastavu stranog jezika usmjerenu na djelovanje u konkretnim situacijama.
Rezultati ostvareni obradom DLL-modula mogu se vrednovati i modelu europskog ECTS bodovnoga sustava. Time su ispunjeni preduvjeti za certificiranje akreditiranih institucija. DLL tečajevi postoje kao online tečajevi, formati kombiniranog učenja i kao seminarski tečajevi.

## Primjena
Program DLL primjenjuje se diljem svijeta u različitim kontekstima obrazovanja i stručnog usavršavanja. U ponudi kao kvalifikacijski program imaju ga Goethe-Instituti, a koriste ga i brojna sveučilišta za obrazovanje budućih nastavnika njemačkog kao stranog jezika. U fokusu primjene DLL-programa nalazi se interno stručno usavršavanje nastavnika u samom Goethe-Institutu („Zelena diploma“) te obrazovne suradnje u sklopu školstva pojedinih država u kojima postoje Goethe-Instituti. U tom kontekstu do sada je ponuđeno više od 3.000 DLL-tečajeva (podaci od kraja veljače 2020.). Na online tečajevima Goethe-Instituta iz programa DLL do sada je sudjelovalo gotovo 6.000 polaznika, od kojih je oko 3.500 završilo svih šest osnovnih cjelina DLL-a (podaci od kraja kolovoza 2019.). Diljem svijeta u ovaj je kvalifikacijski program uključeno oko 600 trenerica i trenera (podaci od kraja veljače 2020).
Drugi fokus primjene programa DLL proizlazi iz ugovora o suradnji sa sveučilištima. Program je integriran u preddiplomske i diplomske programe. Goethe-Institut ima sklopljene ugovore o suradnji s 48 sveučilišta diljem svijeta.

### DLL-suradnje s visokoškolskim ustanovama
| Br. | Država                 | Grad                | Sveučilište                                                 |
| 1.  | Njemačka               | Jena                | Sveučilište Friedrich-Schiller (FSU)                        |
| 2.  | Argentina              | Buenos Aires        | Nacionalno sveučilište Misiones (UNaM)                      |
| 3.  | Bosna i Hercegovina    | Tuzla               | Sveučilište u Tuzli (Univerzitet u Tuzli)                   |
| 4.  | Brazil                 | Salvador da Bahia   | Federalno sveučilište Bahia                                 |
| 5.  | Bugarska               | Stara Zagora        | Trakijsko sveučilište                                       |
| 6.  | Bugarska               | Sofija              | Novo bugarsko sveučilište                                   |
| 7.  | NR Kina                | Guangzhou           | Sveučilište stranih studija Guangdong                       |
| 8.  | NR Kina                | Peking              | Sveučilište međunarodnih studija u Pekingu (BISU)           |
| 9.  | NR Kina                | Xi‘an               | Sveučilište za strane jezike Xi’an (XISU)                   |
| 10. | NR Kina                | Hangzhou            | Sveučilište međunarodnig studija Zhejiang (ZISU)            |
| 11. | NR Kina                | Chongqing           | Sveučilište za strane jezike Sichuan (SISU)                 |
| 12. | Danska                 | Haderslev           | University College Syddanmark (UC Syd)                      |
| 13. | Gruzija                | Tbilisi             | Državno sveučilište Ilia                                    |
| 14. | Italija                | Milano              | Sveučilište Milano                                          |
| 15. | Južna Koreja           | Seul                | Sveučilište stranih studij Hankuk (HUFS)                    |
| 16. | Sjeverna Makedonija    | Skoplje             | Sveučilište sv. Ćirila i Metoda                             |
| 17. | Rumunjska              | Bukurešt            | Sveučilište Bukurešt                                        |
| 18. | Rumunjska              | Constanţa           | Sveučilište Ovidius Constanta                               |
| 19. | Rusija                 | Krasnojarsk         | Državno pedagoško sveučilište Krasnojarsk                   |
| 20. | Rusija                 | Kazanj              | Savezno sveučilište Kazanj                                  |
| 21. | Rusija                 | Iževsk              | Državno sveučilište Republike Udmurtske                     |
| 22. | Rusija                 | Novosibirsk         | Državno sveučilište Novosibirsk                             |
| 23. | Rusija                 | Omsk                | Pedagoško sveučilište Omsk                                  |
| 24. | Rusija                 | Abakan              | Državno sveučilište Republike Hakasije                      |
| 25. | Rusija                 | Tjumenj             | Državno sveučilište Tjumen                                  |
| 26. | Rusija                 | Volgograd           | Državno sveučilište Volgograd                               |
| 27. | Rusija                 | Orenburg            | Državno pedagoško sveučilište Orenburg                      |
| 28. | Rusija                 | Rostov na Donu      | Južno savezno sveučilite                                    |
| 29. | Rusija                 | Saratov             | Nacionalno državno sveučilište Saratov                      |
| 30. | Rusija                 | Moskva              | Moskovsko državno sveučilište Lomonosov                     |
| 31. | Rusija                 | Jekaterinburg       | Uralsko državno pedagoško sveučilište                       |
| 32. | Rusija                 | Nižnji Novgorod     | Državno pedagoško sveučilište Kosma Minin                   |
| 33. | Rusija                 | Arhangelsk          | Sjeverno (arktičko) savezno sveučilište                     |
| 34. | Rusija                 | Saransk             | Državni pedagoški institut Evsewjew                         |
| 35. | Švedska                | Uppsala             | Sveučilište Uppsala                                         |
| 36. | Tajland                | Bangkok             | Sveučilište Ramkhamhaeng                                    |
| 37. | Češka                  | Opava               | Šlesko svučilište Opava                                     |
| 38. | Češka                  | Ústí na Labi        | Jan-Evangelista-Purkyně-Sveučilište Ústí na Labi (UJEP)     |
| 39. | Ujedinjeno kraljevstvo | Cardiff             | Sveučilište u Cardiffu                                      |
| 40. | Ukrajina               | Mariupolj           | Državno sveučilište Mariupolj                               |
| 41. | Ukrajina               | Vinica              | Državno pedagoško sveučilište Vinica                        |
| 42  | Ukrajina               | Nižyn               | Državno sveučilište Mykola Gogol                            |
| 43. | Ukrajina               | Rivne               | Državno sveučilište društvenih znanosti Rivne               |
| 44. | Ukrajina               | Kijev               | Nacionalno sveučilište Taras Ševčenko Kijev                 |
| 45. | Ukrajina               | Kamjanec-Podiljskyj | Nacionalno sveučilište Ivan Ohienko Kamjanec-Podiljskjji    |
| 46. | Ukrajina               | Zaporižžja          | Nacionalno sveučilište Zaporižžja                           |
| 47. | Ukrajina               | Ternopilj           | Nacionalno pedagoško sveučilšte Volodymyr-Hnatyuk Ternopilj |
| 48. | Ukrajina               | Lavov               | Nacionalno sveučilište Ivan Franko Lavov                    |

## Istraživanje
Teorijski temelji programa DLL predstavljeni su u brojnim publikacijama, a program je uključen i u istraživanja o pedagoškoj struci, no do sada gotovo i nema empirijskih saznanja o korištenju programa DLL u različitim scenarijima primjene. Pokazalo se, međutim, da polaznici smatraju projekte istraživanja prakse (PEP) naročito izazovnim. Prvi rezultati ukazuju na to da polaznici cijene mogućnosti koje nudi zajednički rad na projektima PEP, no da je istovremeno međusobna razmjena komplicirana i zahtijeva intenzivnu podršku. Poteškoće se pojavljuju naročito u izboru prikladnog istraživačkog pitanja za ispitivanje vlastite nastavne prakse, te u odabiru pritom primjerenog načina postupanja. Analiza PEP-dokumentacije pokazala je da ovaj program potiče procese promišljanja nastave i postupanja nastavnika neovisno o kulturalnom kontekstu. Istovremeno je postalo jasno da polaznicima teško pada tematizirati svoju ulogu nastavnika u PEP-dokumentaciji, naročito na početku stručnog usavršavanja.

## Vanjske poveznice
- Službene stranice
- Deutsch Lehren Lernen -Stručno usavršavanje  Arhivirana inačica izvorne stranice od 31. ožujka 2022. (Wayback Machine)